# 319 a.C.
Il 319 a.C. (CCCXIX a.C. in numeri romani) è un anno  del IV secolo a.C.

## Eventi
- Poliperconte succede ad Antipatro come reggente di Macedonia
- Roma
  - Consoli Lucio Papirio Cursore III e Quinto Aulio Cerretano II

## Nati
- Antigono II Gonata, sovrano († 239 a.C.)

## Morti
- Alceta, militare macedone antico
- Antipatro, militare macedone antico (n. 397 a.C.)
- Aribba, re (n. 373 a.C.)